# Гаррісбург (Південна Дакота)
Гаррісбург (англ. Harrisburg) — місто (англ. city) в США, в окрузі Лінкольн штату Південна Дакота. Населення — 6732 особи (2020).

## Географія
Гаррісбург розташований за координатами 43°25′54″ пн. ш. 96°42′11″ зх. д. / 43.43167° пн. ш. 96.70306° зх. д. (43.431579, -96.703185).  За даними Бюро перепису населення США в 2010 році місто мало площу 6,43 км², уся площа — суходіл. В 2017 році площа становила 7,12 км², уся площа — суходіл.

## Демографія
Згідно з переписом 2010 року, у місті мешкало 4089 осіб у 1423 домогосподарствах у складі 1133 родин. Густота населення становила 636 осіб/км².  Було 1507 помешкань (234/км²).
Расовий склад населення:
| - 96,8 % — білих - 0,5 % — чорних або афроамериканців - 0,3 % — азіатів - 0,2 % — корінних американців |

До двох чи більше рас належало 2,0 %. Частка іспаномовних становила 1,3 % від усіх жителів.
За віковим діапазоном населення розподілялося таким чином: 34,0 % — особи молодші 18 років, 64,0 % — особи у віці 18—64 років, 2,0 % — особи у віці 65 років та старші. Медіана віку мешканця становила 27,1 року. На 100 осіб жіночої статі у місті припадало 95,9 чоловіків;  на 100 жінок у віці від 18 років та старших — 93,5 чоловіків також старших 18 років.
Середній дохід на одне домашнє господарство  становив 72 022 долари США (медіана — 73 933), а середній дохід на одну сім'ю — 73 786 доларів (медіана — 75 098). За межею бідності перебувало 10,1 % осіб, у тому числі 15,0 % дітей у віці до 18 років та 0,0 % осіб у віці 65 років та старших.
Цивільне працевлаштоване населення становило 2709 осіб. Основні галузі зайнятості: освіта, охорона здоров'я та соціальна допомога — 33,6 %, будівництво — 12,7 %, фінанси, страхування та нерухомість — 12,5 %.